# Зимин, Сергей Евгеньевич
Сергей Евгеньевич Зимин (род. 29 сентября 1961) — советский и российский игрок в хоккей с мячом, защитник, мастер спорта СССР международного класса (1986).

## Карьера
Сергей Зимин родился и вырос в подмосковном Калининграде, где в 1972 году начал играть в хоккей с мячом в детской команде «Алые паруса», с которой победил в турнире «Плетёный мяч» (1973). С 1973 года — в детско-юношеских командах «Вымпела», побеждая в чемпионате СССР среди юношей (1977). Воспитанник Ю. В. Парыгина.
В сезоне 1978/79 дебютировал на взрослом уровне за «Вымпел», представляющий высшую лигу чемпионата СССР, проведя за команду первые четыре сезона игровой карьеры.
С 1982 по 1991 год выступал за московское «Динамо», в составе которого становится трижды серебряным (1984, 1987, 1988) и дважды бронзовым (1986, 1991) призёром чемпионатов СССР.
В чемпионатах СССР провёл 260 матчей, 57 мячей («Динамо» (Москва) — 203, 57; «Вымпел» — 57, 0).
Привлекался в сборную СССР (1982—1990), в составе которой стал победителем (1989) и бронзовым призёром (1987) чемпионатов мира (9 игр, 2 мяча).
В 1991 году продолжил игровую карьеру в Швеции, где был игроком клубов «Юсдаль» (1991—1994) и «Эребру» (1994—1996), представляющих высший дивизион Аллсвенскан, а также клуба «Густавсберг» (1996—2000).

## Достижения
«Динамо» (Москва)
 Серебряный призёр чемпионата СССР (3): 1983/84, 1986/87, 1987/88 

 Бронзовый призёр чемпионата СССР (2): 1985/86, 1990/91 

 Обладатель Кубка СССР: 1987 

 Финалист Кубка СССР (3): 1988, 1989, 1991 

 Финалист Кубка мира: 1987
«Юсдаль»
 Финалист Кубка мира: 1993
Сборная СССР
 Чемпион мира: 1989 

 Бронзовый призёр чемпионата мира: 1987 

 Победитель Международного турнира на приз газеты «Советская Россия» (2): 1986, 1988 

 Бронзовый призёр Международного турнира на приз газеты «Советская Россия»: 1990 

 Чемпион мира среди юниоров: 1980
Личные
- В списке 22-х лучших игроков сезона (4): 1986, 1987, 1988, 1989
- Символическая сборная Кубка мира: 1988[4]

### Комментарии
1. ↑  Количество игр и голов за клуб(ы) в высшем дивизионе чемпионатов СССР